# Operazione Cockpit
Operazione Cockpit era il nome in codice di un bombardamento effettuato dalle forze navali alleate durante la seconda guerra mondiale contro una serie di porti e raffinerie nell'isola di Sabang (a nord di Sumatra, in Indonesia), controllata dai giapponesi.

## Contesto dell'Operazione
Il raid - al quale parteciparono le forze navali americane, britanniche, australiane, neozelandesi, olandesi e francesi – era stato richiesto dagli Stati Uniti come diversivo rispetto alle proprie operazioni ad Hollandia.
Il comandante britannico James Somerville scelse di attaccare Sabang in quanto si trovava all'ingresso dello Stretto di Malacca. Inoltre sull'isola i giapponesi avevano costruito una serie di installazioni strategiche come stazioni radar, porti e piste di atterraggio.
Lo scopo di Somerville era quello di fornire sostegno alla XIV Armata britannica di stanza in Birmania mettendo pressione alle forze dell'Impero del Sol Levante che occupavano il Paese.

## L'Operazione
Il raid venne lanciato alle 5.30 del mattino del 19 aprile 1944 e venne effettuato da 17 bombardieri Barracuda, 13 caccia Corsair e 29 bombardieri Dauntless e Avenger provenienti dalla HMS Illustrious e da 24 caccia Hellcat dalla USS Saratoga.
L'attacco colse di sorpresa le forze giapponesi che subirono ingenti perdite in uomini e mezzi e furono costretti a rallentare la propria offensiva in Arakan.